# Ленточно-цепной конвейер
Ле́нточно-цепно́й конве́йер — разновидность ленточного конвейера, у которого лента выполняет только функции грузонесущего органа, а тяговое усилие создаётся одной (двумя) цепью.
Выделяют две основные группы ленточно-цепных конвейеров: с жёстким соединением цепей с лентой, и с фрикционным соединением, при котором тяговое усилие от цепей передаётся ленте силами трения.
Ленточно-цепной конвейер может транспортировать насыпные грузы при углах наклона до 30—35°. Минимальный радиус кривизны траектории ленточно-цепных конвейеров в плане 4—8 м, ширина ленточного полотна 650—1000 мм, производительность 300—500 т/час.
В связи с недостатками — сложность конструкции, скорость движения цепей не выше 1—1,2 м/с, относительно невысокая производительность и высокие эксплуатационные затраты, — а также в связи с появлением высокопрочных синтетических и резиновотросовых лент ленточно-цепные конвейеры применяются ограниченно.